# Goderich
Goderich es un pueblo canadiense situado en la provincia de Ontario.

## Superficie
Goderich tiene una superficie de 8,54 km².

## Demografía
En 2021, tenía 7881 habitantes, una densidad poblacional de 923,1 hab./km², y 3899 viviendas.